# Grædstrup Kirke
Grædstrup Kirke er beliggende omkring 5 km vest for Brædstrup.

## Eksterne kilder og henvisninger
- Byggeår for kirker Arkiveret 14. august 2009 hos  Wayback Machine
- Grædstrup Kirke hos KortTilKirken.dk
- Grædstrup Kirke hos danmarkskirker.natmus.dk (Danmarks Kirker, Nationalmuseet)

- Wikimedia Commons har flere filer relateret til Grædstrup Kirke